# Newton Tracey
Newton Tracey är en by i civil parish Horwood, Lovacott and Newton Tracey, i distriktet North Devon, i grevskapet Devon i England. Byn är belägen 7 km från Barnstaple. Civil parish hade 92 invånare år 1961. Byn nämndes i Domedagsboken (Domesday Book) år 1086, och kallades då Newentone/Newentona.